# Nik Abdul Aziz Nik Mat
  Nik Abdul Aziz Nik Mat    (Kelantan, 10 de gener de 1931 - Kota Baharu, 12 de febrer de 2015) va ser un polític de Malàisia i ulema musulmà. Fou primer ministre de Kelantan entre 1990 i 2013, així com Mursyidul Am o cap espiritual de Parti Islam Se-Malaysia (PAS, en català: Partit Islàmic de Malàisia) entre 1991 i la seva mort en 2015.
Nik Aziz és el segon nen de nou germans. Ve d'una família islàmica tradicional. Va estudiar educació islàmica del seu pare; Nik Mat bin Raja Banjar bin Raja Abdullah bin Raja Mamat. La seva mare és Aminah binti Abdul Majid.. També és el descendent de Raja Jembal.

## Vida personal
Als 31 anys, es va casar amb la seva esposa; Tuan Sabariah Binti Tuan Ishak (ara Datin Hajjah Tuan Sabariah Binti Tan Ishak) el 1962. Datin Tuan Sabariah ve de Kampung Kemumin, Kota Bharu. Nik Aziz i Tuan van tenir 5 fills i 5 filles:
- Nik Aini
- Nik Umar
- Nik Adli
- Nik Abdul Rahim
- Nik Abduh
- Nik Adilah
- Nik Muhamad Asri
- Nik Amani
- Nik Amalina
- Nik Asma' Salsabila

Va morir el 12 febrer 2015, 21:40 en la seva residència a Pulau Melaka, Kota Bharu a causa del càncer de pròstata, que patia.